# Austin (Quebec)
Austin es un municipio canadiense situado en la provincia de Quebec.

## Superficie
Austin tiene una superficie de 73,58 km².

## Demografía
En 2021, tenía 1748 habitantes, una densidad poblacional de 23,8 hab./km², y 1410 viviendas.